# 日本プロボディボード連盟
日本プロボディボード連盟（にほんプロボディボードれんめい、英: Japan Professional Bodyboarding Association）とは、日本におけるプロボディボード競技を統括する国内競技連盟。略称はJPBA。

## 概略
1994年に設立された日本ボディボード協会（略称はJOB。Japan Organization Of Bodyboarding）と、2002年に設立された日本スーパーツアー実行委員会(略称はJSTC。Japan Super Tour Committee)が統合する形で2006年に日本プロフェッショナルボディボーディング連盟として発足した。それまで日本には上記の2組織があり、それぞれコンテストを行っていた。組織統合ということになっているが、実際にはJOBが解散し、JSTCが名称変更している。
上位団体として国際ボディボード連盟(IBA International Bodyboarding Association)があり、JPBAが主催するコンテストでポイントを獲得するとそのままIBAのポイントとして加算される。
日本国内では年間で全5戦の公認コンテストを開催している。
2016年4月1日、日本プロボディボード連盟に変更。

## 業務
- 国内におけるプロボディボーダーの公認。
- 国内におけるプロ・アマ双方のコンテスト主催
- アマチュアコンテストの主催
- ボディボード教室の開催
- IBAとの窓口業務

## 国際組織との関係
日本で最初に設立されたボディボード団体は日本ボディボード協会で、この組織は世界ボディボード連盟(GOB Global Organization Of Bodyboarding　1992年設立)に対応した国内組織として設立された。しかし、GOBからSuper Tourが分離する形で2002年に設立され、それに対応する組織として設立されたのが日本スーパーツアー実行委員会である。このように日本のボディボード競技団体は主に上位団体の世界組織の分裂に伴って作られていたが、2006年、世界ボディボード連盟(GOB)とSuper Tourが国際ボディボード連盟(IBA)という新組織を作って統合。この動きに対応して作られたのが日本プロボディボーディング連盟である。

## 関係項目
- 日本プロサーフィン連盟(日本国内のプロサーファーを統括する団体)
- 日本サーフィン連盟